# Circondario di Neckar-Odenwald
Il circondario di Neckar-Odenwald (in tedesco Neckar-Odenwald-Kreis) è uno dei circondari dello stato tedesco del Baden-Württemberg.
Fa parte del distretto governativo di Karlsruhe.

## Città e comuni
(Abitanti il 31 dicembre 2022)
| Città 1. Adelsheim (5 255) 2. Buchen (18 018) 3. Mosbach (23 484) 4. Osterburken (6 715) 5. Ravenstein (2 961) 6. Walldürn (11 813) | Comuni 1. Aglasterhausen (4 869) 2. Billigheim (6 057) 3. Binau (1 370) 4. Elztal (5 870) 5. Fahrenbach (2 751) 6. Hardheim (6 957) 7. Haßmersheim (5 102) 8. Höpfingen (3 080) 9. Hüffenhardt (2 009) 10. Limbach (4 600) 11. Mudau (4 982) 12. Neckargerach (2 337) 13. Neckarzimmern (1 461) 14. Neunkirchen (1 846) 15. Obrigheim (5 348) 16. Rosenberg (2 074) 17. Schefflenz (3 936) 18. Schwarzach (3 054) 19. Seckach (4 080) 20. Waldbrunn (4 794) 21. Zwingenberg (670) |